# Drosophila davidgrimaldii
Drosophila davidgrimaldii är en tvåvingeart som beskrevs av Vilela och Bachli 1990. Drosophila davidgrimaldii ingår i släktet Drosophila och familjen daggflugor.
Artens utbredningsområde är Costa Rica.